# Кастельянос, Дейна
Дейна Кастельянос (исп. Deyna Castellanos; 18 апреля 1999, Маракай, Венесуэла) — венесуэльская футболистка, нападающий американского футбольного клуба «Бэй» и сборной Венесуэлы.

## Биография
Родилась 18 апреля 1999 года в Маракае в семье Ирен Наухенис и Ричарда Кастельяноса. В детстве полюбила футбол благодаря брату Альваро, с которым играла на поле местной школы. Окончила школу U.E.P. Moral y Luces.

## Клубная карьера
Некоторое время занималась футболом в школе Хуана Аранго.
С 2016 по 2019 год выступала за команду «Флорида Стэйт Семинолес» из Университета штата Флорида, в котором Дейна училась. В 2016 году сыграла 13 матчей и забила 7 голов. В 2017 году сыграла 20 матчей и забила 19 голов. В 2018 году сыграла 26 матчей и забила 10 голов. В 2019 году сыграла 23 матча и забила 12 голов.
В 2017 году играла за американский клуб «Санта-Кларита Блу Хит», выступающий во 2-м дивизионе США. В сезоне 2017 сыграла 7 матчей и забила 5 голов. Была признана лучшей футболисткой года в UWS.

### Атлетико Мадрид
В январе 2020 года подписала контракт с испанским клубом «Атлетико Мадрид». В сезоне 2019/2020 сыграла 5 матчей в чемпионате. В сезоне 2020/2021 сыграла 27 матчей и забила 13 голов. В сезоне 2021/2022 сыграла 26 матчей и забила 10 голов.

### Манчестер Сити
Летом 2022 года перешла в английский «Манчестер Сити». В сезоне 2022/2023 сыграла 19 матчей в чемпионате, забила 1 гол. В сезоне 2023/2024 сыграла 5 матчей в чемпионате, голов не забила.

### Бэй
В январе 2024 года перешла в американский клуб «Бэй», выступающий в NWSL.

## В сборной
Играла за сборную Венесуэлы (до 17 лет) на чемпионате Южной Америки 2013. Венесуэла стала чемпионом.
Играла за сборную Венесуэлы (до 17 лет) на чемпионате мира 2014. Команда заняла 4-е место. Кастельянос забила 6 голов в 6 матчах и получила «Золотую бутсу» как один из лучших бомбардиров турнира.
Играла за сборную Венесуэлы на юношеской Олимпиаде 2014. Команда стала вице-чемпионом. Кастельянос забила 7 голов в 4 матчах и стала лучшим бомбардиром турнира.
Играла за сборную Венесуэлы (до 17 лет) на чемпионате Южной Америки 2016. Венесуэла стала чемпионом. Кастельянос забила 12 голов в 10 матчах и стала лучшим бомбардиром турнира.
Играла за сборную Венесуэлы (до 17 лет) на чемпионате мира 2016. Команда заняла 4-е место. Кастельянос забила 5 голов в 6 матчах и получила «Бронзовую бутсу» как третий бомбардир турнира. Получила «Бронзовый мяч» как третья в списке лучших игроков турнира.
Выступала за основную сборную Венесуэлы на Кубке Америки 2018. Сыграла 4 матча и забила 5 голов.

## Статистика

### Клубная
| Выступление           | Выступление      | Выступление      | Чемпионат | Чемпионат | Кубки | Кубки | Конт. | Конт. | Прочие | Прочие | Итого | Итого |
| Клуб                  | Лига             | Сезон            | Игры      | Голы      | Игры  | Голы  | Игры  | Голы  | Игры   | Голы   | Игры  | Голы  |
| --------------------- | ---------------- | ---------------- | --------- | --------- | ----- | ----- | ----- | ----- | ------ | ------ | ----- | ----- |
| Санта-Кларита Блу Хит | UWS              | 2017             | 7         | 5         | 0     | 0     | 0     | 0     | 0      | 0      | 7     | 5     |
| Санта-Кларита Блу Хит | Итого            | Итого            | 7         | 5         | 0     | 0     | 0     | 0     | 0      | 0      | 7     | 5     |
| Атлетико Мадрид       | Суперлига        | 2019/20          | 5         | 0         | 1     | 0     | 0     | 0     | 1      | 0      | 7     | 0     |
| Атлетико Мадрид       | Суперлига        | 2020/21          | 27        | 13        | 2     | 0     | 4     | 1     | 2      | 1      | 35    | 15    |
| Атлетико Мадрид       | Суперлига        | 2021/22          | 26        | 10        | 1     | 0     | 0     | 0     | 2      | 1      | 29    | 11    |
| Атлетико Мадрид       | Итого            | Итого            | 58        | 23        | 4     | 0     | 4     | 1     | 5      | 2      | 71    | 26    |
| Манчестер Сити        | Суперлига        | 2022/23          | 19        | 1         | 7     | 2     | 2     | 1     | 0      | 0      | 28    | 4     |
| Манчестер Сити        | Суперлига        | 2023/24          | 5         | 0         | 3     | 1     | 0     | 0     | 0      | 0      | 8     | 1     |
| Манчестер Сити        | Итого            | Итого            | 24        | 1         | 10    | 3     | 2     | 1     | 0      | 0      | 36    | 5     |
| Бэй                   | NWSL             | 2024             | 15        | 2         | 0     | 0     | 3     | 0     | 0      | 0      | 18    | 2     |
| Бэй                   | Итого            | Итого            | 15        | 2         | 0     | 0     | 3     | 0     | 0      | 0      | 18    | 2     |
| Всего за карьеру      | Всего за карьеру | Всего за карьеру | 104       | 31        | 14    | 3     | 9     | 2     | 5      | 2      | 132   | 38    |

по состоянию на 19 августа 2024 года

## Достижения

### Командные
Венесуэла (до 17)
- Чемпионка Южной Америки (до 17 лет) (2): 2013, 2016.
- Вице-чемпионка юношеских Олимпийских игр (1): 2014.

 Атлетико Мадрид
- Обладательница Суперкубка Испании (1): 2020/2021.

### Индивидуальные
- «Золотая бутса» (лучший бомбардир) юношеского чемпионата мира 2014 (до 17 лет): 6 голов.
- Лучший бомбардир юношеских Олимпийских игр 2014: 7 голов.
- Лучший бомбардир юношеского чемпионата Южной Америки 2016 (до 17 лет): 12 голов.
- «Бронзовая бутса» юношеского чемпионата мира 2016 (до 17 лет): 5 голов.
- «Бронзовый мяч» юношеского чемпионата мира 2016.
- «Игрок года» в UWS (1): 2017.
- Третья футболистка мира по версии ФИФА 2017[18].
- Третье место в голосовании на самый красивый гол года по версии ФИФА 2017[19].